# 丽水机场 (中国)
丽水机场是一座位于浙江省丽水市莲都区南明山街道上沙溪村的民用机场（距离市中心15公里），定位为国内支线机场，属4C级机场。机场于2025年7月18日启用。

## 历史

### 初建与废弃
1932年一·二八事变后，国民政府于江浙修建修筑军事机场群。1934年9月28日在丽水城东的天皇畈修建丽水机场，同年12月26日完工。1938年4月，进行了第二次扩建，至7月完工。1939年8月开工扩筑隐蔽跑道两条，至10月完工，三次修筑共占地1275亩。
1937年至1941年杭嘉湖地区、宁波、温州等沿海机场先后被日军占领，地处浙西南的丽水成为距京沪杭沦陷区、日本本土、台湾等地最近的前线机场，同期浙江省党政军机关及学校多迁至丽水各地。1941年太平洋战争爆发后，丽水机场作为美军轰炸机备降机场之一，在美军的指导下将跑道扩建至1800米。
1942年8月日军进攻丽水，于23日航空部队配合地面大举空袭丽水机场及周围军事设施，丽水机场被炸毁。24日晚，日军地面部队占领丽水城和丽水机场。日军撤离后国民政府及美军再次对机场进行修复，又成空袭日本最前线基地。1944年日军为配合豫湘桂战役发动丽温战役，于8月25日兵临丽水城下，26日丽水城二次沦陷，机场彻底遭到破坏。
1945年抗战胜利后丽水机场失去军事作用自此闲置。1947年时任丽水县县长侯轩明向省政府申请要求将荒废的丽水机场复垦还农，遭省政府主席沈鸿烈驳回，并核定为保留机场。1949年中华人民共和国成立后，丽水机场仍作军事设施予以保留。后1952年华东空军司令部与现场勘探后决定扩修机场至长2500米、宽2000米，并准许农民于扩修前进行耕种，但不许修建房屋。
1960年丽水县下机关单位组织垦荒队进驻场区域开垦荒地，并修建房屋。1964年解放军将机场交与丽水县人民委员会代管。此后机场仅在1966年为喷药治虫任务短暂修复过跑道。

### 重建
1970年代起丽水各界人士曾多次要求新建民用机场。1977年丽水地区革委会向浙江省革委会申请就旧用机场地区基础上进行整修，未获批准。1988年再次对整修旧有机场进行研究规划，并对机场跑道进行地质勘探。1993年邀请华东民航局及省政府相关机构领导和专家进行实地考察，专家对兴建民航机场表示认可。2007年，丽水机场被列入国务院批准、国家民航总局公布的《全国民用机场布局规划》，2013年，最终决定进行迁建，旧机场区块则用于城市开发建设。2016年12月，获国务院、中央军委批准立项。2018年9月30日上午正式开工。
2020年1月14日，丽水机场迁建工程正式开工，是华东地区第一高边坡、高填方机场。2022年12月23日，丽水机场迁建工程航站区开工。2023年12月12日，丽水机场迁建工程跑道开工。2024年，丽水机场民用部分获批命名为“丽水机场”。
2025年4月18日18时45分，中国东方航空一架A320客机降落在丽水机场跑道，意味着机场通过验证试飞。6月13日，丽水机场获得了中国民航局颁发的《运输机场使用许可证》，标志着正式具备开放和运营条件。7月10日温州和丽水地区空域调整和丽水机场进出港航路生效。机场于7月18日投入使用，首架抵达航班为中国国际航空从北京首都机场始发的CA1873航班。

## 基础设施
丽水机场由马岩松MAD建筑事务所设计，也是其设计的首座机场，北京建工集团施工。机场场址位于低山丘陵，经过削平了28个山头、填平了21条沟谷后形成占地面积2267公顷的机场场地，和机场周围最大高差达97米，是目前华东地区第一高边坡、高填方机场。机场设有飞行区、航站区等部分，分别放置在几个渐低的平台上。

### 飞行区
跑道长2800米、宽45米及两侧1.5米宽的道肩。跑道两个方向，可以起降空客A320系列、波音B737系列以及中国商飞C919等主流机型。跑道两端海拔标高162米，均配备一类盲降系统；中间标高为156.8米，并设有4处C类飞机掉头坪。
停机坪8个机位，其中近机位3个。

### 航站区
丽水机场航站楼建筑面积12100平方米、高度23.95米，外立面形状形似飞鸟。天花板由110258块仿木纹格栅拼接，并开有数个天窗引入自然光，通过14个伞状造型柱支撑。地面层（一层）包括迎送客厅、有8个柜台的值机区、5条通道的安检区、远机位候机厅、两条传送带的行李提取厅和VIP室，二层则是候机厅、出发到达廊道，以及预留的商业区，设有3个廊桥登机口。
机场航站区另建有航管楼塔台、航管楼、综合楼、消防、油库等单体建筑。其中航管楼与塔台合建面积1492平方米，航管楼部分高度10.45米，地上二层，塔台部分高度35.95米，管制室面积101平方米；机场货运站建筑面积813.5平方米，建筑高度6.75米。

## 交通

### 机场巴士
经南环路、处州大道，往返丽水站与机场航站楼，车程约35分钟，单程票价10元每人次。

### 公交
K3路公交往返丽水站与机场航站楼，车程约60分钟，单程票价2元每人次。
首末班时间：
- 高铁站发车时间为5:50至20:10；
- 机场发车时间为6:35至21:00。

## 航空公司与航点
丽水机场启用后，先期开通飞往北京首都、上海浦东航线；8月起计划新增深圳、贵阳、广州航线；2025年10月进入冬春航季后将新增前往重庆、成都、西安、长沙、武汉、青岛、哈尔滨等地的航线（以民航局批复为准）。
| 目的地   | 航班号                | 航程           | 班期                         |
| -------- | --------------------- | -------------- | ---------------------------- |
| 北京首都 | 中国国际航空 CA1874/3 | 丽水－北京首都 | 周一、三、五、七             |
| 上海浦东 | 中国东方航空 MU6986/5 | 丽水－上海浦东 | 每日                         |
| 深圳     | 东海航空 DZ6272/1     | 丽水－深圳     | 周二、四、六（8月2日起）     |
| 广州     | 中国南方航空 CZ5554/3 | 丽水－广州     | 周一、三、五、七 (8月25日起) |
| 贵阳     | 多彩贵州航空 GY7196/5 | 丽水－贵阳     | 周一、三、五、七 (8月30日起) |